# Rubus durus
Rubus durus är en rosväxtart som beskrevs av John Wright. Rubus durus ingår i släktet rubusar, och familjen rosväxter. Utöver nominatformen finns också underarten R. d. grisebachii.